# Markthelfer

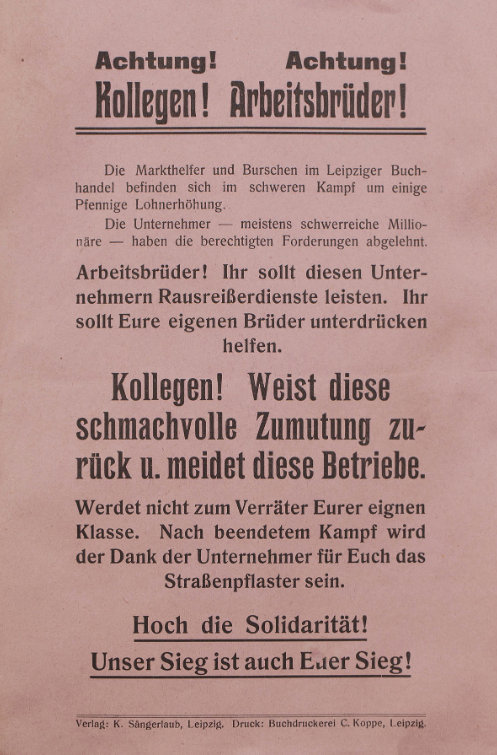
Flugblatt der Leipziger Markthelfer während eines Arbeitskampfes (1912)

Als Markthelfer wurden ungelernte oder angelernte, durchwegs männliche Arbeiter bezeichnet, die für Kaufleute Hilfsarbeiten leisteten. In seinem Ursprung leitet sich die Bezeichnung von dem Gehilfen oder Knecht ab, der auf dem Markt und den Messen den Krämern und Kaufleuten beim Aus- und Einladen der Ware half. Besondere Bedeutung hatten die Markthelfer im Leipziger Buchhandel und dortigen Pelzfellhandel. Häufig konnten sie in den Unternehmen nach entsprechender Einarbeitung durchaus bedeutende und verantwortungsvolle Aufgaben übernehmen. Die Berufsbezeichnung Markthelfer findet, in geringerem Umfang und nicht auf bestimmte Hilfstätigkeiten festgelegt, weiterhin Verwendung.
In der Enzyklopädie von Krünitz aus dem Jahr 1801 wird der Markthelfer besonders auch als Messehelfer beschrieben:
„Markthelfer, Markt- oder Meßgehülfe, ist ein im Rechnen und Schreiben etwas geübter Mensch, der meist von fremden Kauf- und Handelsleuten zu desto besserer Obhut und Sicherheit, sowohl ihrer Gewölbe und Niederlagen, als ihrer darin befindlichen Waaren und anderer Habseligkeiten, wie auch zum Verschicken und zu Besorgung anderer Kleinigkeiten während der Messe dient, und an den Meßorten in großen Handlungen in und außer der Meßzeit angenommen wird, und dafür seinen gewissen Lohn bekommt. Ein fremder Kaufmann hat ohne besondere Empfehlung keinen Markthelfer leichtlich anzunehmen, weil er ihm oft das Gewölbe und die Bude anvertrauen, ihn auch zum Geld- oder Waareneinholen und ausbringen gebrauchen muß. Daher gemeiniglich alte Meßkaufleute ihre von vielen Jahren her bestellte eigene Markthelfer haben, die sich bey ihrer Ankunft zur Meßzeit wieder melden.“
Pierer’s Universal-Lexikon, 1857–1867, vermerkt außerdem:
„[…] bei größeren Handelshäusern der Gehülfe, welcher, obgleich er unter den Commis steht und nicht eigentlich gelernter Kaufmann ist, doch wichtigere Geschäfte macht, Wechsel und Anweisungen einkassirt, Botschaften ausrichtet, Waaren austrägt und dergleichen.“
Mitte der 1870er Jahre oblag den „Markthelfern und Ausläufern“ in Deutschland sogar noch der Geldtransport zwischen den Banken; „einige davon mit Karren. Auf diese wurden eine Menge Säcke mit Silbermünzen gepackt, während die anderen schwere Tragelasten von Geldsäcken erhielten. Nachdem sie alle ihre Weisungen empfangen, karrten sie und trabten mit ihrer Last ab, um - die Tagesbilanzen auszugleichen.“ So die Verwunderung der Redaktion einer deutschsprachigen Tageszeitung in Baltimore, da in den USA die Abrechnung zwischen den Geldinstituten längst per Scheck erfolgte.

## Leipzig
Eine Statistik aus dem Jahr 1875 weist für Leipzig in vielen Branchen Markthelfer aus. Zu Zeiten besonderen Arbeitsanfalls wurden gegebenenfalls Aushilfskräfte eingestellt; in einer Zeitungsanzeige bewirbt sich ein „Messmarkthelfer“ mit 20-jähriger Erfahrung um einen „Messposten“. Im Rauchwarenhandelszentrum Leipziger Brühl wurden die Markthelfer mit den beim Fellhandel anfallenden Hilfsarbeiten betraut, teils in verantwortungsvoller Position. Untereinander nannten sie sich Pelzbrüder, ihre amtliche Berufsbezeichnung war zuletzt Rauchwarenhandelsarbeiter.

### Pelzhandel
Die Berufsgruppe der um 1930 offiziell als Rauchwarenhandelsarbeiter beschäftigten Rauchwarenmarkthelfer des Pelzhandels hatte sich im Lauf der davorliegenden Jahrzehnte mit dem Anwachsen und der Konzentration der Branche um den Leipziger Brühl herangebildet. Um diese Zeit waren dies annähernd 900 Beschäftigte, der Anteil der Jugendlichen und auch der Anteil der weiblichen Arbeitskräfte war gestiegen. Eine eigentliche Lehre war nicht vorgeschrieben, es hieß jedoch, „so muss doch der Einzelne schon mehrere Jahre hintereinander im Rauchwarenhandel tätig sein, ehe er sich die vielseitigen Kenntnisse und Fähigkeiten aneignet, deren Besitz man bei einem vollwertigen Rauchwarenmarkthelfer voraussetzt.“ Die Markthelfer der Rauchwarenbranche nahmen eine höhere gesellschaftliche Stellung ein als gewöhnliche Lohnarbeiter.
Die Zusammendrängung des Fellhandels auf einem verhältnismäßig kleinem Stadtviertel und die engen geschäftlichen Beziehungen der Rauchwarenhandelsfirmen untereinander führten dazu, dass sich die Rauchwarenhandelsarbeiter, untereinander nannten sie sich „Pelzbrüder“, ständig begegneten, „ja, man möchte sagen, dass im Leipziger Rauchwarenhandel ein jeder Arbeitnehmer die übrigen Arbeitnehmer in der Regel persönlich kennt.“ So trat der Gedanke, sich zu organisieren, in dieser Berufsgruppe verhältnismäßig früh auf. Dies führte zwar nicht gleich zur Gründung freigewerkschaftlicher Organisationsgruppen, das Zusammengehörigkeitsgefühl war jedoch so stark, dass verschiedene Unterstützungs- und Geselligkeitsvereine gegründet wurden. Sehr schnell jedoch kam es zu einer freigewerkschaftlichen Organisation im Rauchwarenhandel.
Im Jahr 1902 betrug der Wochenarbeitslohn der Markthelfer im Rauchwarenhandel 20 bis 21 Mark. Sie wünschten sich zu der Zeit eine Erhöhung auf 25 Mark bei mehr als 5-jähriger Betriebszugehörigkeit und ein Steigen des Lohnes mit der Dauer der Beschäftigung im selben Haus. Nach ihrer Meinung waren „die Arbeitgeber sehr wohl im Stande, diese Veränderungen zu bewilligen, die ihnen durch größeres Geschäftsinteresse der Angestellten selbst zum Vorteil gereichen würde.“  Um 1930 gehörten fast alle Rauchwarenhandelsarbeiter einer freigewerkschaftlichen Berufsorganisation an, ihre Lohn- und Arbeitsbedingungen waren in „weitestgehender Weise“ durch Tarifvertrag geregelt.

### Buchhandel

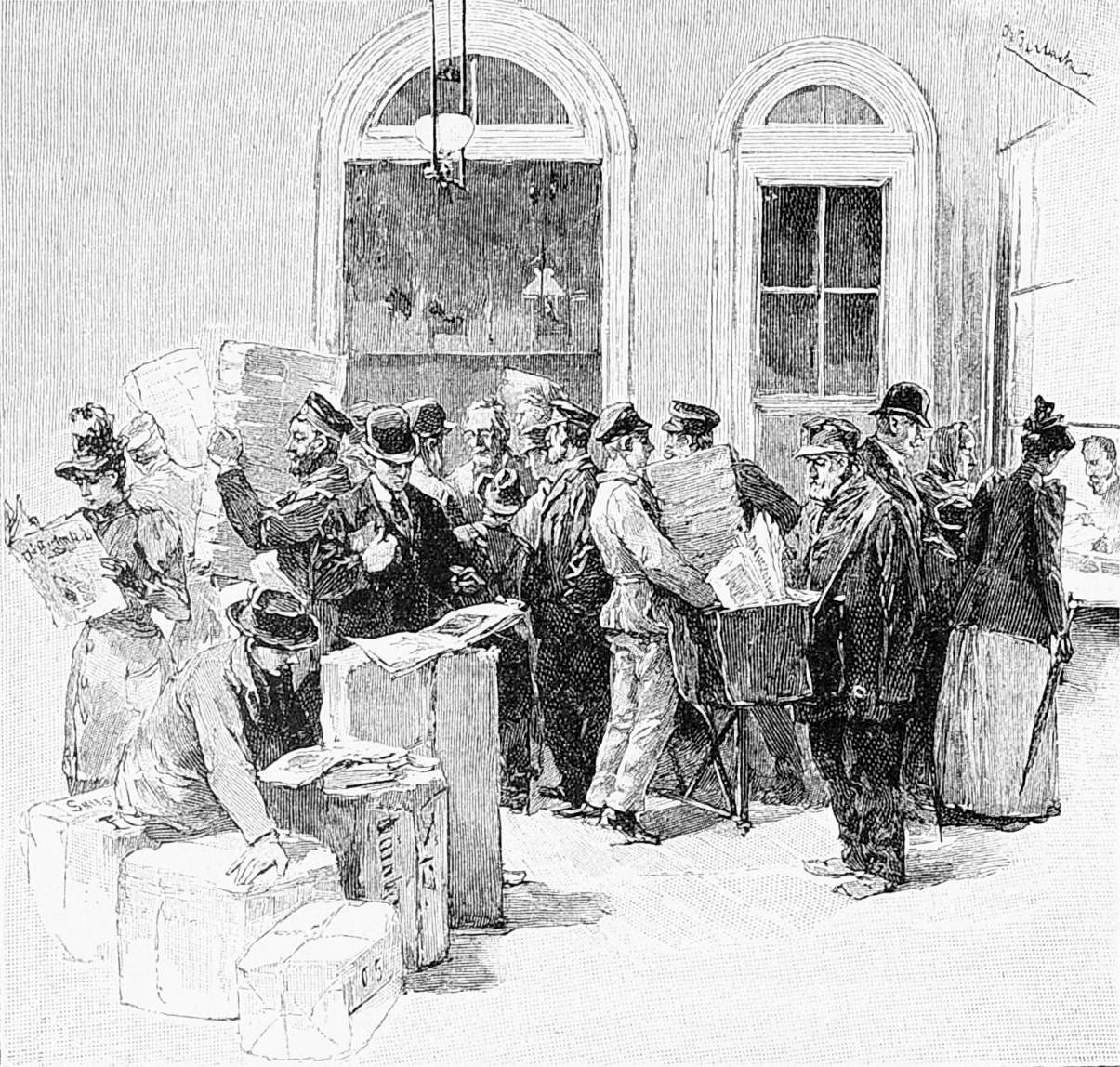
Leipziger buchhändlerische Markthelfer in der Expedition der Zeitschrift Gartenlaube (Grafik, 1895)

Nicht nur im Pelzhandelszentrum Leipziger Brühl, auch im zweiten wichtigsten Wirtschaftszweig Leipzigs, dem Buchhandel, spielten die Markthelfer eine wesentliche Rolle. Bis zur Mitte des 20. Jahrhunderts prägten sie das Straßenbild des Buchhändlerviertels, ähnlich den Markthelfern mit meist blaugestreifter Bluse und grauer Latzschürze auf dem Brühl, dort allerdings zusammen mit den auffallenderen Rauchwarenhändlern in weißen Kitteln.
Schon beim Anliefern des Druckpapiers kam der Markthelfer zum Einsatz: „Wenn der Fuhrmann oder Markthelfer Papier anfährt, so muß der Factor den Uebergabeschein verlangen, und dem Markthelfer einen Ort anweisen, wo er das Papier hinzustellen hat, und bevor er ihn fortschickt, nachsehen, ob das Papier der Angabe nach richtig, wohlbeschaffen, das heißt trocken, abgeliefert worden ist. Hierauf trägt er es ins Niederlagebuch ein […].“ Die Markthelfer regelten den buchhändlerischen Verkehr zwischen den Unternehmen und verfügten im 18. und 19. Jahrhundert über eigene Vereinigungen, wie dem „Verein buchhändlerischer Markthelfer in Leipzig“. Ein allgemeiner „Verein der Markthelfer von Leipzig und Umgebung“ hatte im Jahr 1890 etwa 360 Mitglieder. 1894 waren im lokalen „Verein der Leipziger Handelshilfsarbeiter“ etwa 300 Mitglieder eingeschrieben. Lokale und regionale Zusammenschlüsse der Gehilfen und Markthelfer gingen zum Teil auf private Gründungen des 18. Jahrhunderts zurück. Diese Einrichtungen wurden später durch kommunale und regionalstaatliche Einrichtungen ergänzt. Die Krankenkasse vereinigter Buchhändler-Markthelfer wurde beispielsweise 1863 durch den hiesigen Markthelfer Johann Christoph Wäser gegründet. „Das System der damaligen Krankenkasse ist ein lockeres und loses gewesen, und hat nur aus einer freiwilligen Beisteuer von Seiten der Markthelfer für einen ihrer kranken Collegen bestanden, welcher zur Beisteuer von Johann Christoph Wäser aufgefordert wurden. Die erste Sammlung geschah für Herrn Vogel bei Herrn Immanuel Müller, bei welcher 19 Groschen erzielt und von ebenso vielen Markthelfern zusammengesteuert wurden.“
Anfang des 20. Jahrhunderts kam es zu Streiks der Leipziger Markthelfer und Handlungsgehilfen des Buchhandels. Zwischen 1905 und 1912 spitzte sich der Arbeitskampf zu. Die Auseinandersetzungen von 1907 endeten mit einer deutlichen Lohnerhöhung und einem Erfolg für die Markthelfer. An dem Streik vom 9. November bis Anfang Dezember 1912 beteiligten sich insgesamt 329 Markthelfer aus 29 Leipziger Kommissionsgeschäften. Einigen Betrieben, beispielsweise F. A. Brockhaus, gelang es, durch Besserstellung ihrer Mitarbeiter diese vom Streik abzuhalten. Andere Arbeitgeber griffen hart durch und stellten Arbeitswillige als Streikbrecher neu ein. Auch dieser Ausstand endete letztlich mit einem großen Erfolg für die Markthelfer.
Der Verein der Markthelfer in Leipzig schilderte 1892 im Rahmen einer amtlichen Erhebung eine allgemeine, beklagenswerte Stellung der Leipziger Markthelfer:

„»Des Morgens um 5 oder 6 Uhr verläßt der Markthelfer seine weit von der Stadt und seiner Berufsthätigkeit liegende Wohnung, Er hat sich dann vielfach nach der Wohnung des Prinzipals zu begeben und dort verschiedene Hausarbeiten zu verrichten, wie z. B.: für die Familie Stiefeln zu putzen, Kleider zu reinigen, Kohlen zu tragen. Bei diesen Arbeiten, welche prompt erledigt werden müssen, hat sich der Markthelfer so einzurichten, daß er beim Oeffnen der Geschäfte pünktlich zur Stelle ist.«
»Hier beginnt nun die eigentliche Berufsthätigkeit, welche hauptsächlich darin besteht, in schlecht gelüfteten Niederlagen, auf Höfen oder sonst in einer Ecke des Geschäftslokals, welche ohne Ventilation und nur von Gas-, Petroleum- oder Talglicht erleuchtet wird, zu arbeiten.«

»Des Mittags wird eine angebliche Pause von etwa einer Stunde gewährt, welche aber durch Fortbringen der Post- und anderen Packeten beschnitten, zum Theil auch ganz aufgehoben wird. Nach üblichen Brauch werden die Kommissionen immer erst gegen Abend notirt und zum Versandt fertig gemacht, wodurch für den Markthelfer die Schwierigkeit entsteht, die abzusendenden Packete erst spät zur Post bringen zu können, und hier muß er oft bis abends 9 Uhr verweilen. Hiernach hat er noch mitunter Packete zur Ortskundschaft zu tragen und endlich die im Verschluß befindlichen Geschäftsschlüssel nach der Wohnung des Prinzipals zu bringen. Außerdem werden in Saison- und Meßzeiten die Geschäfte früher als gewöhnlich geöffnet und dann bis nachts 11-3 Uhr gearbeitet, wofür es eine Entschädigung nicht gibt. Ferner hat der Markthelfer Sonntags im Allgemeinen dieselben häuslichen Arbeiten zu verrichten wie an den Wochentagen, außerdem aber die Briefträger abzuwarten und die Briefe nach der Wohnung des Prinzipals zu bringen, wo der Letztere, soweit es sich um Hauptgeschäfte handelt, entscheidet, ob in das Geschäft gegangen wird oder nicht. Im bejahenden Fall werden Postpackete erledigt und verpackt, welche der Markthelfer nachmittags zwischen 5-7 Uhr zur Post zu bringen hat. Hiernach ist es erklärlich, daß der Markthelfer eine Sonntagspause überhaupt nicht hat und wenn andere Menschen mit ihren Familien sich im Sommer an der schönen Natur ergötzen, muß der Markthelfer Packete zur Post tragen.«
Einen Widerspruch weisen die aus Leipzig vorliegenden Aeußerungen des Buchhändler Markthelfer-Vereins und des Vereins der Markthelfer insofern auf, als der erstgenannte Verein die Dauer der Arbeitszeit für seine Mitglieder auf 10 Stunden angiebt, während der Verein der Markthelfer neben dem Kleinhandel den Buchhandel als die Branche nennt, in welcher die längsten Arbeitszeiten (bis zu 18 Stunden) vorkommen sollen.“

## Wien
In Wien waren Markthelfer noch in großer Zahl auf dem Markt tätig, also in ihrer ursprünglichen Namensbedeutung, insbesondere am Wiener Naschmarkt. Für die Stadt wird der Markthelfer im 17. Jahrhundert in der Literatur erwähnt. Da um den Naschmarkt die Parkplätze knapp waren, verdienten sich die dortigen Markthelfer mit dem Zuweisen oder „Reservieren“ von Parkplätzen ein Zubrot. Auch die Kleinhändler kauften für ihre Marktstände oder Geschäfte in den Bezirken Wiens. Ein Lebensmittelhändler, in Wien „Greißler“ genannt, erinnerte sich an die Zeit Mitte der 1950er Jahre: „[…] Kein Parkplatz g'wesen auf der Wienzeile, die ist ja schmal gewesen. Die ganzen Greißler sind aber dort hingekommen. Und dort war wieder natürlich das totale Bakschisch. Wenn du dem einen Zehner gegeben hast, der hat dir einen Parkplatz reserviert. daß du nicht weiß Gott wo parken mußt. Du hast ja müssen die Waren in dein Auto tragen. Die hat dir ja keiner hing'führt. Du hast ja alles müssen selber machen.“
Am 27. Juli 1918 wurde in Wien der 23-jährige Markthelfer Josef Kucera wegen versuchten Mordes zu neun Jahren schweren Kerkers verurteilt.

## Andere Orte
Die Markthelfer von Naila hatten zusammen mit den Kutschern eine eigene Fahne, die bei Festen und Umzügen gezeigt wurde. Die Rückseite zeigt zwei sich reichende Hände und den Spruch: „In Freud und Leid - Fest alle Zeit“.